# Okkupationsmuseum (Estland)

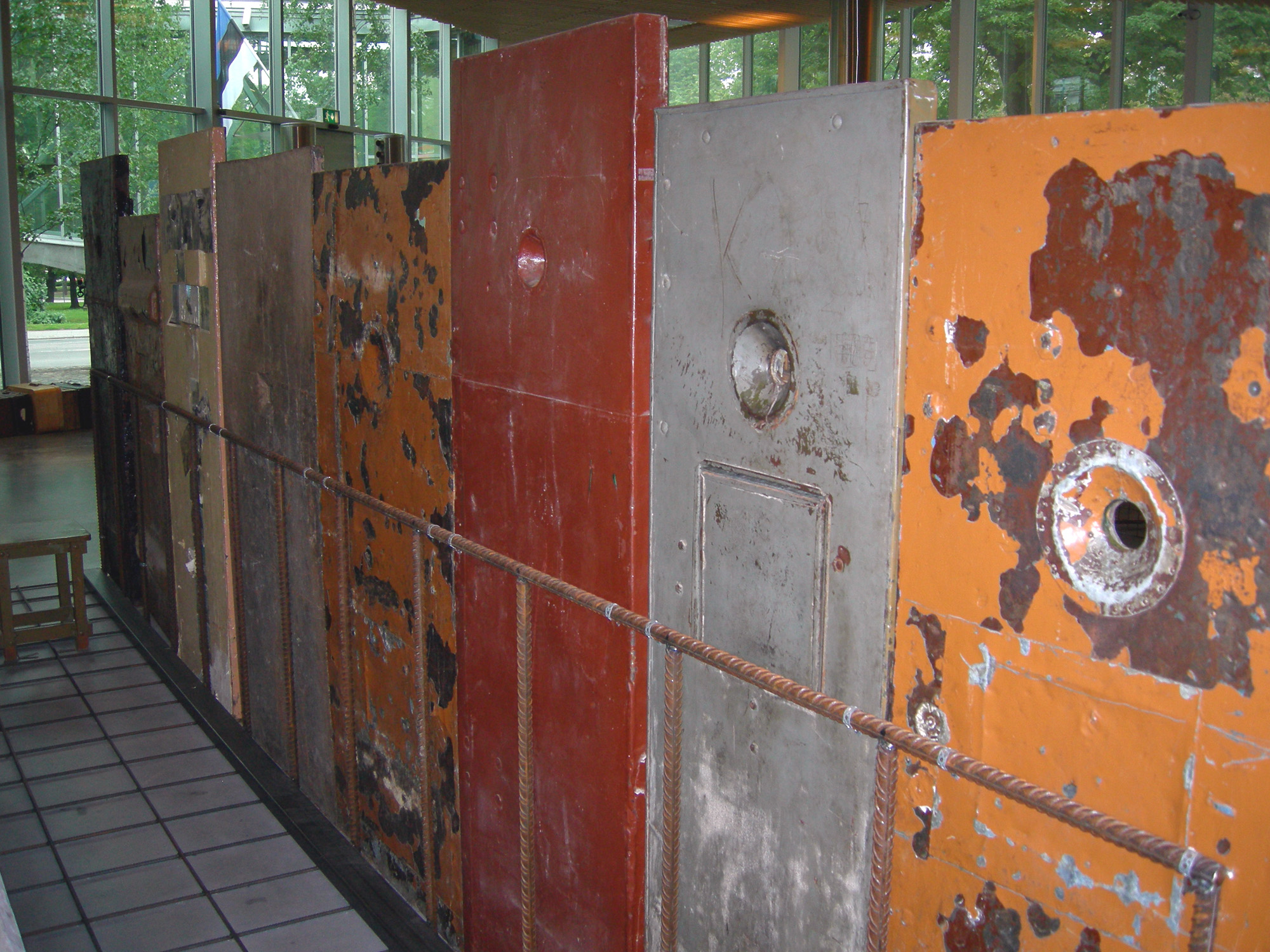
Gefängnistüren

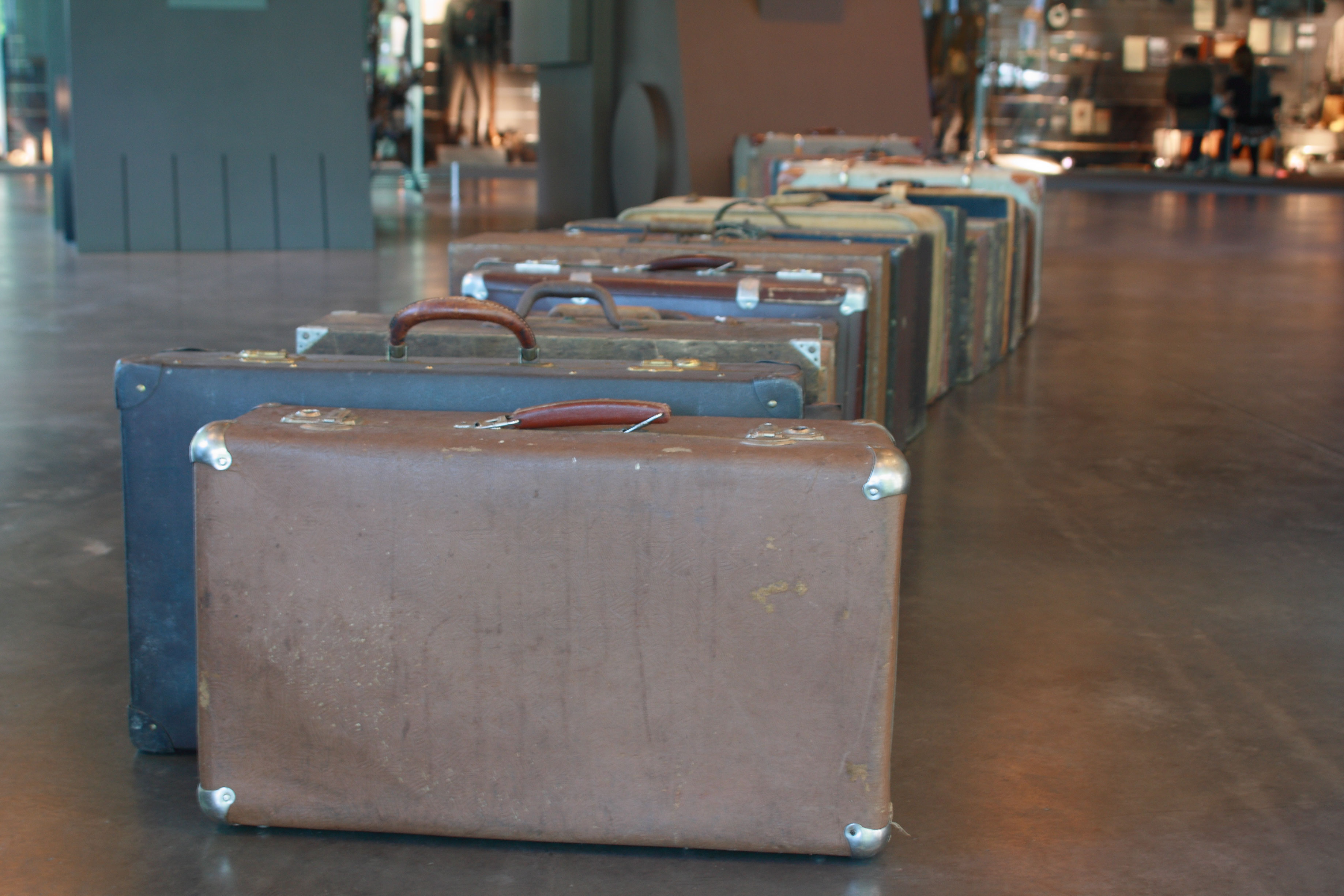
Koffer von Deportierten

Das Okkupationsmuseum (estnisch: Okupatsioonide muuseum) in der estnischen Hauptstadt Tallinn befasst sich mit der sowjetischen und nazi-deutschen Besatzung des Landes in der Zeit von 1940 bis 1991.

## Geschichtlicher Hintergrund der Ausstellung
Der Hitler-Stalin-Pakt konfrontierte Estland mit den Aggressoren Sowjetunion und Deutschland. Im Jahr 1940 wurde Estland von sowjetischen Truppen besetzt und als Estnische Sozialistische Sowjetrepublik annektiert. Von 1941 bis 1944 war es von deutschen Truppen besetzt. Teil des stalinistischen Terrors waren Deportationen aus Estland, die bis in die 1950er Jahre stattfanden, darunter die Märzdeportationen von 1949. Erst mit dem Zerfall der Sowjetunion gelang es Estland, wieder unabhängig zu werden.

## Ausstellung
Das Museum wurde 2003 eröffnet. Vergleichbar ist das bereits 1993 gegründete Lettische Okkupationsmuseum in Riga. Die Ausstellungsstücke befassen sich mit den Schicksalen der Menschen, die verfolgt wurden oder unter Lebensgefahr Widerstand leisteten. Beispiel für eines der Opfer ist der Fußballspieler Eduard Ellmann-Eelma. Im Keller des Museums sind Büsten und Statuen politisch Verantwortlicher aufgestellt, die überwiegend politischen Säuberungsaktionen zum Opfer fielen.